# Elizabeth (Illinois)
Elizabeth es una villa ubicada en el condado de Jo Daviess en el estado estadounidense de Illinois. En el Censo de 2010 tenía una población de 761 habitantes y una densidad poblacional de 379,13 personas por km².

## Geografía
Elizabeth se encuentra ubicada en las coordenadas 42°19′00″N 90°13′6″O / 42.31667, -90.21833. Según la Oficina del Censo de los Estados Unidos, Elizabeth tiene una superficie total de 2.01 km², de la cual 2.01 km² corresponden a tierra firme y (0%) 0 km² es agua.

## Demografía
Según el censo de 2010, había 761 personas residiendo en Elizabeth. La densidad de población era de 379,13 hab./km². De los 761 habitantes, Elizabeth estaba compuesto por el 97.24% blancos, el 0.66% eran afroamericanos, el 0% eran amerindios, el 0% eran asiáticos, el 0% eran isleños del Pacífico, el 0.13% eran de otras razas y el 1.97% pertenecían a dos o más razas. Del total de la población el 0.92% eran hispanos o latinos de cualquier raza.